# Debattierklub Wien

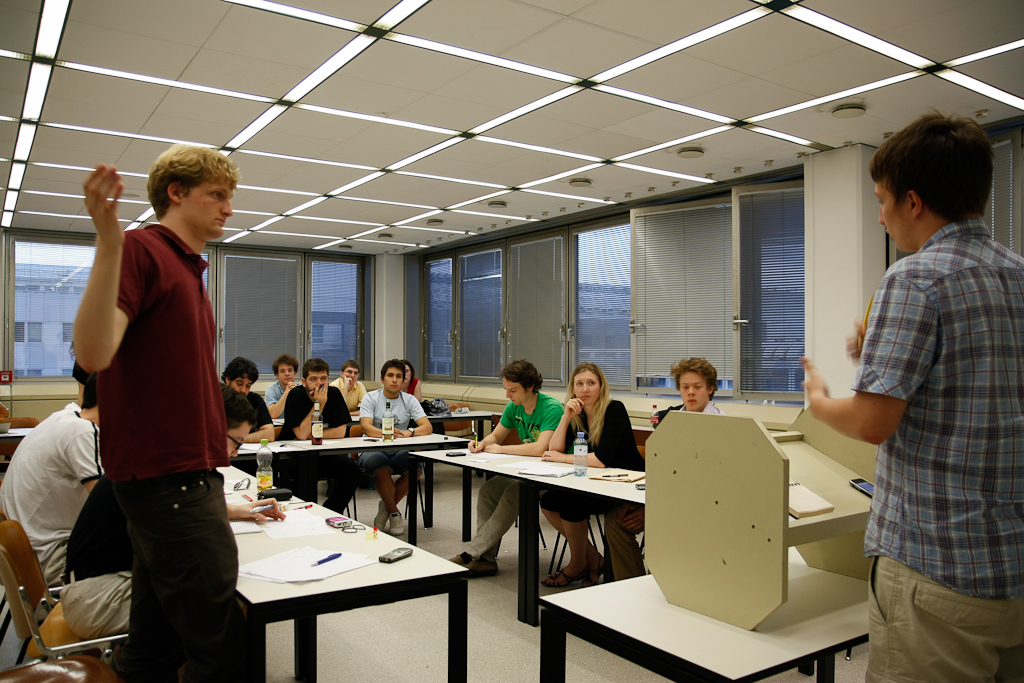
Eine Debatte des Debattierklub Wien während eines Debattierseminars. Am Wort ist der Premierminister der Debatte (rechts am Pult), der Anführer der Opposition (links) bietet eine Frage an.

Der Debattierklub Wien (kurz: DKW) ist ein deutsch- und englischsprachiger Debattierklub in Wien. Seit seiner Gründung veranstaltet der Debattierklub Wien regelmäßige Debatten. Außerdem nimmt der Klub häufig an Debattierturnieren, Seminaren und ähnlichen Veranstaltungen weltweit teil und veranstaltet diese auch selbst. Mit der Europameisterschaft 2015, der Zeit Debatte Wien 2010 und den jährlichen Vienna Intervarsity-Turnieren veranstaltete und veranstaltet der Klub die größten Debattierturniere Österreichs. Er ist aktuell (Stand: September 2018) der einzige Debattierklub aus Österreich, der regelmäßig an Debattierturnieren teilnimmt.
Seit Oktober 2009 trägt der Klub zwei Debatten pro Woche aus, wovon eine im British Parliamentary Style und in englischer Sprache; die andere im Format der Offenen Parlamentarischen Debatte auf Deutsch gehalten wird. Wie die meisten Debattierklubs ist der Debattierklub Wien auf Studentinnen und Studenten ausgerichtet, die auch den Großteil seiner Mitglieder ausmachen. Dabei ist der DKW nicht an eine bestimmte Universität gebunden, wie dies bei Debattierklubs im englischsprachigen Raum meistens der Fall ist. Stattdessen deckt der Klub alle Wiener Universitäten ab. Er erfüllt damit in Wien eine ähnliche Funktion wie die Berlin Debating Union in Berlin.

## Geschichte
Im Oktober 2004 gründeten Studenten der Wirtschaftsuniversität Wien den Klub unter dem Namen „Debattier-kG“ („kG“ stand für „kontroverse Gespräche“). Ende 2005 nahm der Klub an seinem ersten Turnier teil, einem Freundschaftsturnier des Debattierclub München. Im Mai 2006 wurde der Klub als Verein mit dem Namen "Debattierklub Wien" gegründet, im Februar 2009 folgte der Beitritt zum Verband der Debattierclubs an Hochschulen. Kurz darauf veranstaltete der Debattierklub Wien sein erstes Turnier, das 1. Wiener Debattierderby. Das Derby war ein freundschaftlicher Debattierabend mit den Wiener Debattierklubs Debattierclub AFA und mind club. Bei der süddeutschen Meisterschaft 2009 nahm der Debattierklub Wien das erste Mal an einem Turnier der Zeit Debatten Serie teil. Sein erstes englischsprachiges Turnier bestritt der Klub im November 2009 bei der International Debate Academy Slovenia. Seitdem nimmt der Klub regelmäßig an deutsch- und englischsprachigen Turnieren teil, unter anderem an den Deutschsprachigen Debattiermeisterschaften seit 2009, den Weltmeisterschaften und Europameisterschaften seit 2010.

## Veranstaltungen

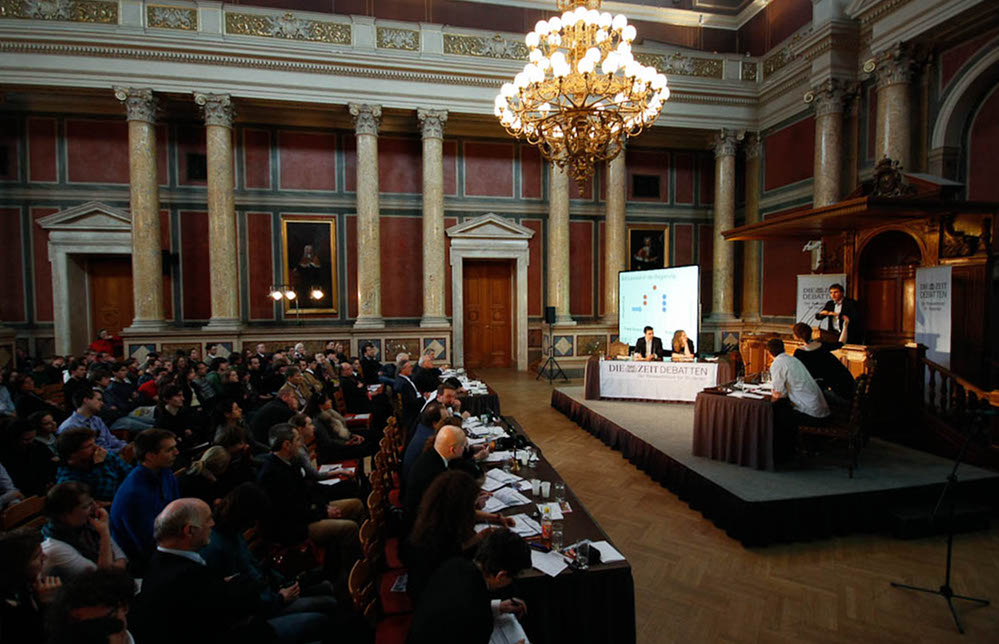
Das Finale der Zeit Debatte Wien 2010 im Festsaal der Universität Wien.

Das erste große Turnier, das der Debattierklub Wien veranstaltete, war die Zeit Debatte Wien im März 2010. Diese war mit knapp 120 Teilnehmern das bis dahin größte Debattierturnier Österreichs. Der Debattierklub Wien stellte auch einen der drei Chefjuroren. Als Sieger des Turniers, dessen Finale im Festsaal der Universität Wien stattfand, ging ein Team des Debattierklubs Streitkultur aus Tübingen hervor.
Im März 2011 veranstaltete der Debattierklub Wien das erste englischsprachige Turnier Österreichs, das Vienna IV (Intervarsity, Bezeichnung für interuniversitäre Debattierturniere). Dieses Turnier war mit 44 teilnehmenden Teams aus vielen Nationen ähnlich groß wie die Zeit Debatte Wien 2010. Sieger des Turniers wurde ein Team der Colgate University aus den USA. Seitdem trägt der Debattierklub Wien regelmäßig Vienna IV-Turniere aus.
2015 richtete der Debattierklub Wien die Europameisterschaften aus.
Der Klub hält regelmäßig Seminare für Anfänger und fortgeschrittene Debattantinnen und Debattanten. Speziell für Schüler gibt es seit März 2011 die Veranstaltungsreihe Misch dich ein. Bei diesen Debattierabenden hören die Teilnehmer zuerst Expertenvorträge zu einem bestimmten Rahmenthema. Dieses Rahmenthema bildet die Grundlage für die darauf folgenden Debatten, bei denen die Teilnehmer das vermittelte Wissen gleich anwenden können. Ziel der Reihe ist es, junge Menschen stärker in gesellschaftliche Debatten und Vorgänge einzubinden und sie mit dem notwendigen Wissen sowie argumentativen Fähigkeiten auszustatten.